# Lebia perita
Lebia perita är en skalbaggsart som beskrevs av Thomas Casey. Lebia perita ingår i släktet Lebia och familjen jordlöpare. Inga underarter finns listade i Catalogue of Life.